# Mistrzostwa Świata w Saneczkarstwie 1960
Mistrzostwa Świata w Saneczkarstwie 1960 – piąta edycja mistrzostw świata w saneczkarstwie, rozegrana w 1960 roku w zachodnioniemieckim Garmisch-Partenkirchen. Rozegrane zostały trzy konkurencje: jedynki kobiet, jedynki mężczyzn oraz dwójki mężczyzn. W tabeli medalowej najlepsza była Austria.

## Wyniki

### Jedynki kobiet
| Medal | Zawodniczka         | Państwo | Czas | Strata |
| ----- | ------------------- | ------- | ---- | ------ |
|       | Maria Isser         | Austria |      |        |
|       | Hannelore Possmoser | Austria |      |        |
|       | Erika Leitner       | Włochy  |      |        |

### Jedynki mężczyzn
| Medal | Zawodnik        | Państwo | Czas | Strata |
| ----- | --------------- | ------- | ---- | ------ |
|       | Helmut Berndt   | RFN     |      |        |
|       | Reinhold Frosch | Austria |      |        |
|       | Hans Plenk      | RFN     |      |        |

### Dwójki mężczyzn
| Medal | Zawodnicy                    | Państwo | Czas | Strata |
| ----- | ---------------------------- | ------- | ---- | ------ |
|       | Reinhold Frosch/Ewald Walch  | Austria |      |        |
|       | Herbert Thaler/Helmut Thaler | Austria |      |        |
|       | Horst Tiedge/Hans Plenk      | RFN     |      |        |

## Klasyfikacja medalowa
| Miejsce | Państwo | złoto | srebro | brąz | Razem |
| ------- | ------- | ----- | ------ | ---- | ----- |
| 1.      | Austria | 2     | 3      | 0    | 5     |
| 2.      | RFN     | 1     | 0      | 2    | 3     |
| 3.      | Włochy  | 0     | 0      | 1    | 1     |